# Аксарковское
Аксарковское — упразднённое муниципальное образование со статусом сельского поселения в Приуральском районе Ямало-Ненецкого автономного округа Российской Федерации.
Административный центр — село Аксарка.

## История
Статус и границы сельского поселения установлены Законом Ямало-Ненецкого автономного округа от 16 декабря 2004 года № 100-ЗАО «О наделении статусом, определении административного центра и установлении границ муниципальных образований Приуральского района»
Упразднено в 2021 году в связи с преобразованием муниципального района в муниципальный округ.

## Население
| 2010  | 2011  | 2012  | 2013  | 2014  | 2015  | 2016  |
| ----- | ----- | ----- | ----- | ----- | ----- | ----- |
| 3632  | ↗3637 | ↗3725 | ↗4595 | ↗4698 | ↗4803 | ↗4918 |
| 2017  | 2018  | 2019  |       |       |       |       |
| ↗4990 | ↘4947 | ↘4885 |       |       |       |       |

## Населённые пункты
В состав сельского поселения входили 9 населённых пунктов:
| № | Населённый пункт | Тип населённого пункта       | Население |
| - | ---------------- | ---------------------------- | --------- |
| 1 | Аксарка          | село, административный центр | ↗4352     |
| 2 | Вылпосл          | посёлок                      | #Н/Д      |
| 3 | Горнокнязевск    | посёлок                      | ↗155      |
| 4 | Зелёный Яр       | посёлок                      | ↘216      |
| 5 | Товопогол        | посёлок                      | ↘85       |
| 6 | Халасьпугор      | село                         | ↗40       |
| 7 | Харсаим          | село                         | ↗641      |
| 8 | Чапаевск         | посёлок                      | ↘13       |
| 9 | Ямбура           | посёлок                      | ↘54       |